# Намгалаури, Тамаз Давидович
Тамаз Давидович Намгалаури (25 сентября 1957, Тбилиси — 25 октября 1991, Тбилиси) — советский дзюдоист, чемпион и призёр чемпионатов СССР, чемпион Европы, призёр чемпионатов мира, заслуженный мастер спорта СССР.

## Биография
Выступал за «Динамо» (Тбилиси) в лёгкой весовой категории (до 71 кг). В сборной команде СССР с 1979 по 1985 год. Участник летних Олимпийских игр 1980 года в Москве. Бронзовый призёр чемпионатов мира (1979, 1983). Чемпион Европы (1984, 1985 — лично; 1979, 1985 — команда).
9 сентября 1988 года Верховный суд Грузинской ССР признал дзюдоиста виновным в совершении изнасилования и убийства с особой жестокостью своей двоюродной сестры, которой в день гибели исполнилось 9 лет, и приговорил его к высшей мере наказания (смертная казнь). 25 октября 1991 года приговор был приведён в исполнение.

## Спортивные результаты
- Чемпионат СССР по дзюдо 1978 года — ;
- Чемпионат СССР по дзюдо 1981 года — ;
- Чемпионат СССР по дзюдо 1982 года — ;
- Чемпионат СССР по дзюдо 1983 года — ;
- Чемпионат СССР по дзюдо 1984 года — ;